# Oignies
Oignies és un municipi francès al departament del Pas de Calais i a la regió dels Alts de França. L'any 2007 tenia 10.235 habitants.

## Demografia

### Població
El 2007 la població de fet d'Oignies era de 10.235 persones. Hi havia 3.854 famílies de les quals 1.032 eren unipersonals (275 homes vivint sols i 757 dones vivint soles), 1.023 parelles sense fills, 1.438 parelles amb fills i 361 famílies monoparentals amb fills.
La població ha evolucionat segons el següent gràfic:

### Habitatges
El 2007 hi havia 4.071 habitatges, 3.931 eren l'habitatge principal de la família, 5 eren segones residències i 136 estaven desocupats. 3.464 eren cases i 605 eren apartaments. Dels 3.931 habitatges principals, 1.564 estaven ocupats pels seus propietaris, 1.864 estaven llogats i ocupats pels llogaters i 503 estaven cedits a títol gratuït; 25 tenien una cambra, 386 en tenien dues, 965 en tenien tres, 1.114 en tenien quatre i 1.441 en tenien cinc o més. 2.725 habitatges disposaven pel capbaix d'una plaça de pàrquing. A 1.846 habitatges hi havia un automòbil i a 1.195 n'hi havia dos o més.

### Piràmide de població
La piràmide de població per edats i sexe el 2009 era:
| Homes | Edats   | Dones |
| ----- | ------- | ----- |
| 0     | 95 o +  | 0     |
| 9     | 90 a 94 | 43    |
| 22    | 85 a 89 | 60    |
| 18    | 80 a 84 | 81    |
| 150   | 75 a 79 | 221   |
| 174   | 70 a 74 | 264   |
| 286   | 65 a 69 | 375   |
| 266   | 60 a 64 | 316   |
| 185   | 55 a 59 | 235   |
| 265   | 50 a 54 | 261   |
| 310   | 45 a 49 | 302   |
| 352   | 40 a 44 | 396   |
| 416   | 35 a 39 | 387   |
| 319   | 30 a 34 | 371   |
| 306   | 25 a 29 | 316   |
| 291   | 20 a 24 | 316   |
| 450   | 15 a 19 | 458   |
| 521   | 10 a 14 | 478   |
| 331   | 5 a 9   | 424   |
| 324   | 0 a 4   | 291   |

## Economia
El 2007 la població en edat de treballar era de 6.334 persones, 3.887 eren actives i 2.447 eren inactives. De les 3.887 persones actives 3.207 estaven ocupades (1.809 homes i 1.398 dones) i 681 estaven aturades (352 homes i 329 dones). De les 2.447 persones inactives 474 estaven jubilades, 857 estaven estudiant i 1.116 estaven classificades com a «altres inactius».

### Ingressos
El 2009 a Oignies hi havia 3.832 unitats fiscals que integraven 9.814 persones, la mediana anual d'ingressos fiscals per persona era de 13.939 €.

### Activitats econòmiques
Dels 246 establiments que hi havia el 2007, 2 eren d'empreses extractives, 9 d'empreses alimentàries, 5 d'empreses de fabricació d'altres productes industrials, 32 d'empreses de construcció, 51 d'empreses de comerç i reparació d'automòbils, 11 d'empreses de transport, 14 d'empreses d'hostatgeria i restauració, 1 d'una empresa d'informació i comunicació, 12 d'empreses financeres, 28 d'empreses immobiliàries, 14 d'empreses de serveis, 43 d'entitats de l'administració pública i 24 d'empreses classificades com a «altres activitats de serveis».
Dels 63 establiments de servei als particulars que hi havia el 2009, 1 era una comissaria de policia, 1 oficina de correu, 6 oficines bancàries, 2 funeràries, 3 tallers de reparació d'automòbils i de material agrícola, 2 autoescoles, 3 paletes, 7 guixaires pintors, 5 fusteries, 4 lampisteries, 6 electricistes, 2 empreses de construcció, 10 perruqueries, 1 veterinari, 4 restaurants, 3 agències immobiliàries, 1 tintoreria i 2 salons de bellesa.
Dels 31 establiments comercials que hi havia el 2009, 2 eren supermercats, 1 una gran superfície de material de bricolatge, 3 botiges de menys de 120 m², 7 fleques, 3 carnisseries, 1 una peixateria, 2 botigues de roba, 1 una botiga de roba, 1 una botiga d'equipament de la llar, 1 una sabateria, 1 una botiga de mobles, 2 drogueries, 1 una perfumeria i 5 floristeries.

## Equipaments sanitaris i escolars
El 2009 hi havia 1 hospital de tractaments de mitja durada (seguiment i rehabilitació), 3 centres de salut, 6 farmàcies i 1 ambulància.
El 2009 hi havia 4 escoles maternals i 5 escoles elementals. A Oignies hi havia 1 col·legi d'educació secundària i 1 liceu tecnològic. Als col·legis d'educació secundària hi havia 510 alumnes i als liceus tecnològics 831.

## Poblacions properes
El següent diagrama mostra les poblacions properes.